# Let's Get Rocked
Let's Get Rocked è un singolo del gruppo musicale britannico Def Leppard del 1992, il primo estratto dal loro quinto album Adrenalize. Raggiunse il primo posto della Mainstream Rock Songs e la posizione numero 15 della Billboard Hot 100 negli Stati Uniti, la seconda posizione della Official Singles Chart nel Regno Unito, e il nono posto in Italia.
Secondo quanto dichiarato dal cantante Joe Elliott, la canzone è ispirata dal popolare personaggio dei cartoni animati Bart Simpson, disobbediente agli ordini dei suoi genitori. Inoltre, secondo quanto riportato nelle raccolte Best of e Rock of Ages, il pezzo fu composto come una sorta di "fuga dalla realtà", un mezzo per alleggerire l'atmosfera dai temi seri trattati in White Lightning, canzone che la band stava componendo in quel momento.

## Video musicale
Il videoclip di Let's Get Rocked fu molto all'avanguardia per i suoi tempi, tanto da essere considerato il video più innovativo per la CGI insieme a Money for Nothing dei Dire Straits, e tutt'e due sono stati diretti da Steve Barron. Il video mostra la band che si esibisce in uno studio generato dal computer su di un palco illuminato a LED a forma di bandiera del Regno Unito, insieme a scene animate di un personaggio di nome Flynn, ispirato al personaggio di Bart Simpson secondo quanto dichiarato dal cantante Joe Elliott. Flynn è visto in vari momenti di una giornata tipo della vita di un adolescente, mentre viene rimproverato dal padre a fa delle faccende, oppure preso in atti sessuali con la sua ragazza.
Venne nominato come Video dell'anno per gli MTV Video Music Awards 1992, ma perse in favore di Right Now dei Van Halen.

## Eredità
La canzone è stata usata per la prima volta nel film Il mio amico scongelato del 1992. È stata anche utilizzata per promuovere la serie televisiva 30 Rock della NBC, interpretata da Alec Baldwin, e la trasmissione comica Saturday Night Live. Compare inoltre nel film Rock Star interpretato da Mark Wahlberg.
Una verso dalla canzone è stato indirettamente utilizzato da Stewie Griffin de I Griffin nell'episodio Viaggio nel multiuniverso, in cui dice "Let's get the rock outta here".

## Tracce
CD maxi (Bludgeon Riffola) / 866-591-2 - UK - INT
1. Let's Get Rocked
2. Only After Dark
3. Women (live Denver 1988)

12" maxi (Bludgeon Riffola) / DEFXP 7 - UK / INT 866 587-1 / Picture Disc
1. Let's Get Rocked
2. Only After Dark
3. Too Late for Love (live Denver 1988)

7" single
1. Let's Get Rocked
2. Only After Dark

MC singoloBludgeon Riffola/ 866 586-4 / DEF MC7 (UK)
1. Let's Get Rocked
2. Only After Dark

## Classifiche

### Classifiche settimanali
| Classifica (1992)             | Posizione massima |
| ----------------------------- | ----------------- |
| Australia                     | 6                 |
| Austria                       | 19                |
| Canada                        | 3                 |
| Belgio (Fiandre)              | 30                |
| Francia                       | 23                |
| Germania                      | 22                |
| Irlanda                       | 4                 |
| Italia                        | 9                 |
| Norvegia                      | 2                 |
| Nuova Zelanda                 | 7                 |
| Paesi Bassi                   | 19                |
| Regno Unito                   | 2                 |
| Stati Uniti                   | 15                |
| Stati Uniti (mainstream rock) | 1                 |
| Svezia                        | 18                |
| Svizzera                      | 3                 |

### Classifiche di fine anno
| Classifica (1992) | Posizione |
| ----------------- | --------- |
| Australia         | 72        |
| Italia            | 56        |
| Regno Unito       | 46        |
| Stati Uniti       | 98        |
| Svizzera          | 20        |